# Brian Smith (rugbista)
Brian Anthony Smith (Saint George, 9 de septiembre de 1966) es un exjugador y entrenador australiano de rugby que se desempeñaba como apertura.